# Петруняк Євген Васильович
Євген Васильович Петруняк (нар. 24 липня 1977, Львів, УРСР) — український адвокат, політик. Народний депутат України IX скл. від партії Слуга народу.

## Життєпис

### Освіта
1993—1998 рр. — навчався на юридичному факультеті Львівського університету ім. Франка.
2020—2022 рр. — навчався  в Навчально-науковому інституті публічного управління та державної служби Київського національного університету імені Тараса Шевченка.

### Професійна діяльність
Під час навчання у Львівському університет ім. Франка почав працювати в юридичній сфері.
6 жовтня 1998 року отримав право на заняття адвокатською діяльністю.
Був директором Адвокатської компанії ПП «Лекс– К», є директором адвокатської компанії «Лекс–К».
З 1998 до серпня 2019 року був адвокатом.
Входив до Ради адвокатів Львівської області.

### Політика
У 2010 році був кандидатом у депутати Львівської міськради від УСДП.
Помічник-консультант народного депутата України Олександра Гудими.
З 2019 року народний депутат від партії «Слуга народу», № 90 у списку. Член Комітету з питань фінансів, податкової та митної політики.Голова підкомітету з питань акцизного податку та законодавчого регулювання ринку спирту, алкоголю і тютюну Комітету Верховної Ради України з питань фінансів, податкової та митної політики.
З 21 вересня 2023 року — член  Тимчасової слідчої комісії Верховної Ради України з питань розслідування можливих фактів порушення законодавства України щодо експорту, імпорту товарів, країною походження або країною призначення яких є російська федерація.  
22 липня 2025 року проголосував за проєкт закону 12414, що обмежує Національне антикорупційне бюро України та Спеціалізовану антикорупційну прокуратуру. Закон викликав хвилю антикорупційних протестів.

## Розслідування
В жовтні 2019 САП підозрювала Петруняка в отриманні хабаря в $30 тис. за відмову підтримувати законопроєкту про ліквідацію корупційних схем під час оцінки об'єктів нерухомості. САП зареєструвала кримінальне провадження за фактом можливої корупції.

## Власність
Петруняк є власником понад 30 об'єктів нерухомості, двох земельних ділянок та будинку в Зубрі (481,9 м2), нежитлового приміщення та паркомісця у Львові, співвласником об'єктів нерухомості у селі Дубровиця (мисливсько-рибальське господарство). Дружина Ірина Петруняк володіє трьома квартирами у Львові (32 м2, 93 м2, 206,7 м2), трьома паркомісцями та нежитловими приміщеннями. 2022 року дружина володіє квартирою в Іспанії віртістю $305 тис. (130 м2).

## Родина
- Дружина — Петруняк Ірина Володимирівна, приватний нотаріус.
- Двоє синів.